# Silene jugora
Silene jugora är en nejlikväxtart som först beskrevs av Williams, och fick sitt nu gällande namn av N.C. Majumdar. Silene jugora ingår i släktet glimmar, och familjen nejlikväxter. Inga underarter finns listade i Catalogue of Life.